# Crocidura mindorus
Crocidura mindorus es una especie de musaraña de la familia Soricidae.

## Distribución geográfica
Es endémica de Mindoro (Filipinas).